# Konchapli, Devadurga
Konchapli là một làng thuộc tehsil Devadurga, huyện Raichur, bang Karnataka, Ấn Độ.